# Atopochilus chabanaudi
Atopochilus chabanaudi är en fiskart som beskrevs av Pellegrin, 1938. Atopochilus chabanaudi ingår i släktet Atopochilus och familjen Mochokidae. IUCN kategoriserar arten globalt som otillräckligt studerad. Inga underarter finns listade.